# 라이브 USB
라이브 USB(Live USB)는 USB 플래시 드라이브나 USB 외장 하드 디스크를 이용한 일종의 '시동 디스크'이다. 읽기 전용인 라이브 CD나 라이브 DVD와 달리 비휘발성 메모리인 플래시 메모리와 USB  버스(bus) 프로토콜(protocol)을 사용함으로써 작업한 내용을 저장할 수 있다. USB를 지원하는 컴퓨터에서는 어디서든지 이용할 수 있다. 특정 리눅스 배포판에서는 라이브 USB를 이용한 설치도 가능하다.
주로 리눅스 계열의 운영 체제에서 많이 사용되지만, 마이크로소프트 윈도우의 경우 윈도우 8 엔터프라이즈부터 윈도우 투 고라는 기능이 포함되면서 비슷한 기능을 수행한다.

## 배경
개인용 컴퓨터는 2000년대 초에 USB 부팅을 도입했으며, 이는 매킨토시 컴퓨터들이 1999년 AGP 그래픽스를 갖춘 파워 맥 G4, 슬롯 로딩 아이맥 G3 모델을 기점으로 이 기능을 도입함과 함께 시작되었다. 인텔 기반 맥들은 USB로 macOS 부팅과 함께 이 기능을 지원한다. 특수한 USB 기반 부팅은 Reincarnating PCs with Portable SoulPads, Boot GNU/Linux from a FireWire device와 함께 2004년 IBM에 의해 제안되었다.

## 활용
페도라 같은 일반적인 리눅스 배포판에서는 라이브USB는 추가적인 변경이 재부팅시 초기화되는것과 달리 우분투 리눅스 특정배포판은 라이브USB로 부팅과 리눅스운영체계의 이용뿐만아니라 추가적인 업데이트 기록이 가능하도록 지원하는 경우도 있다. 그러나 이러한 경우에는 모든영역에 걸쳐서 업데이트를 보장할 수 없는 상황이므로 이미지 영역에대한 업데이트 시도는 예기치 못한 심각한 에러를 수반할수도 있다.

## 스타트업 디스크 크리에이터
리눅스 배포판들은 특히 그놈 데스크탑의 경우, 일반 USB를 라이브USB로 사용할 수 있게 해주는 '스타트업 디스크 크리에이터'(Startup Disk Creator) 프로그램을 공식 지원한다.

## 같이 보기
- 라이브 CD